# Egidora
Die Egidora ist ein Forschungskatamaran des Forschungs- und Technologiezentrums Westküste (FTZ) der Christian-Albrechts-Universität zu Kiel (CAU).

## Beschreibung
Das Schiff wurde von Blyth Workcats in Canvey Island im Vereinigten Königreich gebaut. Die Baukosten beliefen sich auf 950.000 Euro. Sie wurden etwa zur Hälfte aus Mitteln des Landes Schleswig-Holstein und der Deutschen Forschungsgemeinschaft finanziert.
Das Schiff wurde im Juni 2017 während der „Seawork International“-Bootsmesse in Southampton an die Christian-Albrechts-Universität zu Kiel übergeben. Getauft und in Dienst gestellt wurde das Schiff am 25. Oktober 2017 in Büsum. Taufpatin war die Wissenschaftsministerin des Landes Schleswig-Holstein, Karin Prien. Das Schiff löste den 1982 gebauten Forschungskutter Südfall ab, von dem ein Teil der Messinstrumente übernommen wurde.
Der Name des Schiffes geht zurück auf die älteste schriftliche Erwähnung des Flusses Eider in lateinischer Sprache.
Der Rumpf des Schiffes ist aus glasfaserverstärktem Kunststoff hergestellt. Das Schiff kann im Wattenmeer trockenfallen. Durch den geringen Tiefgang kann es auch ufernahe Bereiche befahren.
Das Schiff wird von zwei Besatzungsmitgliedern betrieben. Auf Tagesfahrten bietet es Platz für bis zu zwölf weitere Personen.
Das Schiff ist mit Echolot, Sonar und verschiedenen Messinstrumenten für die Forschung ausgerüstet. Es verfügt über einen Moonpool. Am Heck befindet sich ein Heckgalgen. Im Achterschiffsbereich ist ein hydraulisch betriebener Kran installiert, der bis zu 550 kg heben kann. Auf dem Decksaufbau befindet sich eine Plattform für die Beobachtung von Seevögeln und Meeressäugern. An Bord sind zwei Trockenarbeitsplätze und ein kleiner Nassarbeitsplatz eingerichtet.
Das Schiff ist für die nationale Küstenfahrt zugelassen.
Der Antrieb erfolgt durch zwei Dieselmotoren (Fiat Powertrain Cursor 90) mit jeweils 368 kW Leistung. Das Schiff erreicht eine Geschwindigkeit von bis zu 18 kn. Die Getriebe erlauben die für Forschungseinsätze wichtige „Schleichfahrt“. Für die Stromversorgung steht ein Fischer-Panda-Dieselgenerator mit 10 kVA Scheinleistung zur Verfügung.